# Mourad Sta
Mourad Sta (* 9. April 1967) ist ein tunesischer Tischtennisspieler. Er nahm an den Olympischen Spielen 1988 und 1992 teil.

## Werdegang
Bei den Olympischen Spielen 1988 in Seoul trat Mourad Sta im Einzel- und im Doppelwettbewerb an. Dabei blieb er jeweils ohne Sieg, allerdings musste er sieben Niederlagen hinnehmen. Damit verpasste er den Einzug in die Hauptrunde und landete im Einzel auf dem geteilten letzten Platz 57 und im Doppel mit Sofiane Ben Letaief ebenfalls auf dem geteilten letzten Platz 29. 1992 in Barcelona war er nur im Einzel aktiv. Auch hier blieb er sieglos und verlor dreimal, was zum geteilten letzten Platz 49 führte.

## Spielergebnisse bei den Olympischen Spielen
- Olympische Spiele 1988 Einzel in Vorgruppe G[1]
  - Siege: -
  - Niederlagen: Vong Lu Veng (Hongkong), Leszek Kucharski (Polen), Joe Ng (Kanada), Jindřich Panský (Tschechoslowakei), Mario Álvarez (Dominikanische Republik), Carl Prean (Großbritannien)
- Olympische Spiele 1988 Doppel mit Sofiane Ben Letaief in Vorgruppe A[2]
  - Siege: -
  - Niederlagen: Chen Longcan/Qingguang Wei (China), Tibor Klampár/Zsolt Kriston (Ungarn), Erik Lindh/Jörgen Persson (Schweden), Kamlesh Mehta/Sujay Ghorpade (Indien), Seiji Ono/Yoshihito Miyazaki (Japan), Chan Chi Ming/Liu Fuk Man (Hongkong), Alan Cooke/Carl Prean (Großbritannien)
- Olympische Spiele 1992 Einzel in Vorgruppe B[3]
  - Siege: -
  - Niederlagen: Jan-Ove Waldner (Schweden), Gang Hui-Chan (Südkorea), Igor Solopov (Estland)